# مطار سيئون الدولي
مطار سيئون حضرموت الدولي (إياتا: GXF، إيكاو: OYSY) هو مطار دولي يقع في مدينة سيئون بحضرموت.

## خطوط وشركات الطيران
- الخطوط الجوية اليمنية (عدن، صنعاء، الغيضة، جدة).
- طيران السعيدة (صنعاء).